# Ложный сустав
Ло́жный суста́в — вариант процесса сращения костных отломков, когда по прошествии двойного среднего срока, необходимого для формирования полноценной костной мозоли, рентгенологические признаки консолидации отсутствуют.

Ложный сустав — это симптомокомплекс клинических проявлений и морфологических изменений, характеризующихся болями, нарушением функции повреждённой конечности, а также рентгенологическими признаками нарушения остеорепарации (регенерации костной ткани).

## Причины образования
Общие причины (3,4 %) — заболевания, при которых нарушается обмен веществ и репаративная регенерация костной ткани
- множественные и сочетанные травмы
- эндокринопатии
- интоксикация
- рахит
- опухолевая кахексия
- беременность

Местные причины (96,6 %)
- Дефекты оперативного вмешательства (42,1 %)

- Непрочная фиксация
- Резекция отломков при хирургической обработке

- Ошибки послеоперационного лечения (3,3 %)

- Краткосрочная иммобилизация после остеосинтеза
- Раннее снятие аппарата чрескостной фиксации
- Ранняя нагрузка конечности

- Ошибки консервативного лечения (32,6 %)

- Неполноценная гипсовая иммобилизация
- Частая смена гипсовой повязки
- Смещение отломков под повязкой
- Перерастяжение отломков на скелетном вытяжении

- Нагноение (18,6 %)

## Классификация
1. По этиологии:
- Врождённый
- Патологический
- Травматический

2. По характеру повреждения:
- Неогнестрельного происхождения
- Огнестрельного происхождения

3. По клинико-рентгенологической картине:
- Формирующийся ложный сустав. Возникает по прошествии срока, необходимого для сращения перелома. Характеризуется возникновением боли в месте перелома, болезненностью при пальпации и движениях в суставе, на рентгенограммах стала отчётливо прослеживаться «щель» перелома при наличии периостальной мозоли.
- «Тугой» (щелевидный, фиброзный). Характеризуется образованием между отломками грубых фиброзных тканей, невыраженной патологической подвижностью (при отсутствии диастаза), на рентгенограммах прослеживается узкая щель.
- Некротический. Возникает при огнестрельных переломах, когда нарушается кровоснабжение кости и при переломах предрасположенных к образованию некроза костей (головка бедренной кости после перелома шейки бедра, тело таранной кости после поперечного перелома шейки таранной кости, медиальная часть ладьевидной кости запястья после поперечного перелома):
  - с асептическим некрозом концов отломков,
  - с некрозом отломков и наличием между ними свободно лежащего или связанного с отломками некроста (костного секвестра).
- Ложный сустав костного регенерата. Наблюдается после остеотомии большеберцовой кости в результате чрезмерной дистракции и непрочной фиксации аппаратами при удлинении сегментов.
- Истинный (неоартроз). Развивается чаще на однокостных сегментах, где имеется патологическая подвижность. Отломки отшлифовываются и покрываются волокнистым хрящом с участками гиалинового хряща. Между отломками образуется пространство, заполненное жидкостью, вокруг концов отломков — капсула, аналогичная капсуле сустава.
- С дефектом костного вещества.

4. По степени остеогенной активности:
- Гипертрофические. Ложные суставы с разрастанием костной ткани на концах отломков. Развиваются у пациентов, осуществляющих осевую нагрузку конечности, при малой подвижности отломков и сохранившейся сосудистой сети окружающих тканей.
- Аваскулярные. Ложные суставы с нарушенным кровоснабжением и слабым костеобразованием, а также остеопорозом отломков.

5. По наличию гнойных осложнений:
- Неосложнённый.
- Инфицированный.
- Осложнённый гнойной инфекцией. Характеризуется наличием свищей с гнойным отделяемым, секвестров, расположенных в кости и поддерживающих гнойный процесс, и инородных тел (осколков ранящих снарядов, металлических фиксаторов).

## Клиническая картина
1. Боль в области перелома
2. Деформация конечности
3. Нарушение опороспособности в нижних конечностях
4. Снижение мышечной силы
5. Атрофия мышц
6. Ограничение движения в суставах
7. Патологическая подвижность
8. Нарушение кровообращения конечности

## Рентгенологическая картина
1. Линия несращения (замедленная консолидация)
2. Склероз концов отломков
3. Замыкательные пластинки в костно-мозговых полостях
4. Костные разрастания в области несращения (при гипертрофическом ложном суставе)
5. Искривление оси конечности
6. Смещение отломков
7. Остеопороз

## Гистологическая картина
Костные отломки ложного сустава соединены разрастаниями волокнистой соединительной ткани. Нагрузка на нижние конечности и движения верхних конечностей приводят к травматизации и последующему кровоизлиянию в межотломковую область. Это ведёт к нарушению процесса созревания межотломковой соединительной ткани, и, несмотря на появление в рубцовой ткани губчатого костного вещества, сращение не происходит.
На ранних этапах развития ложного сустава соединительная ткань межотломковой области содержит хаотично расположенные пучки коллагеновых волокон и фибробласты различной степени дифференцировки. В этой соединительной ткани определяются также многочисленные капиллярные сети и кровеносные сосуды малого калибра.
С увеличением сроков развивающаяся в области ложного сустава рубцовая ткань становится более дифференцированной. Она содержит мощные пучки параллельно идущих коллагеновых волокон. Количество фибробластов уменьшается. Число кровеносных сосудов в рубцовой ткани также уменьшается.
В тканях, соединяющих костные отломки ложного сустава, встречаются костные перекладины. Форма последних подвергается постоянным изменениям (ремоделированию) в результате постоянной активности остеобластов и остеокластов.
Ткани межотломковой зоны ложных суставов различной давности отличаются широкими вариациями структурной организации и содержат в разных местах участки как незрелой, так и зрелой рубцовой ткани, а также островки грубоволокнистой костной ткани. 
Малодифференцированные камбиальные периваскулярные клетки, находящиеся вокруг сосудов межотломковой тканей, и остеобласты служат источниками регенерации костной ткани .